# إدي موراي (لاعب كرة قاعدة)
إدي موراي (بالإنجليزية: Eddie Murray) هو لاعب كرة قاعدة أمريكي، ولد في 24 فبراير 1956 في لوس أنجلوس في الولايات المتحدة.

## وصلات خارجية
- إدي موراي على موقع دوري كرة القاعدة الرئيسي (الإنجليزية)
- إدي موراي على موقعبيزبول رفرنس.كوم (الدوري الرئيسي) (الإنجليزية)
- إدي موراي على موقعبيزبول رفرنس.كوم (الدوري الثانوي) (الإنجليزية)
- إدي موراي على موقع إي إس بي إن.كوم (أم.أل.بي) (الإنجليزية)
- إدي موراي على موقع مشجعي الرسوم البيانية (الإنجليزية)
- إدي موراي على موقع قاعة مشاهير كرة القاعدة (الإنجليزية)
- إدي موراي على موقع إن إن دي بي (الإنجليزية)